# Phong cùi

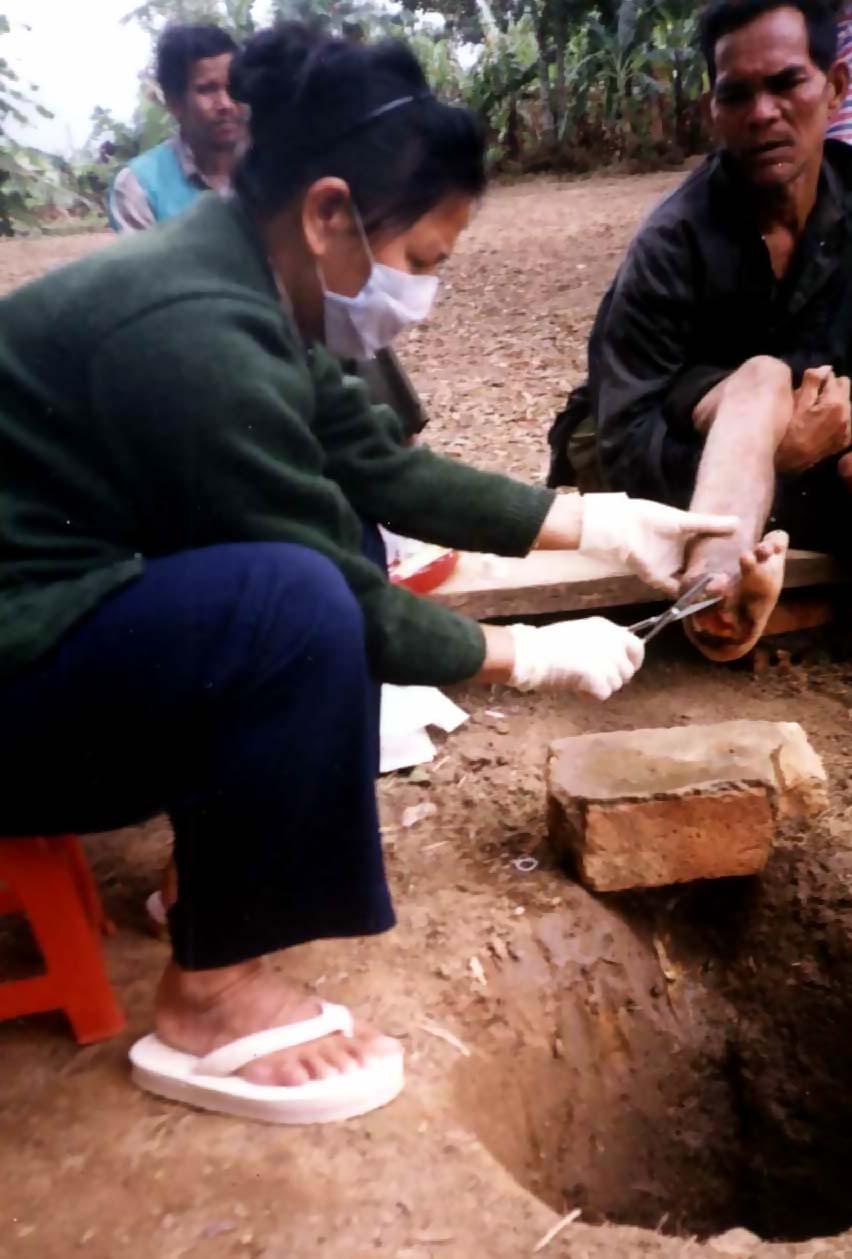
Bệnh nhân phong người dân tộc ở xã Đa Kia, Bình Phước, được nhân viên y tế tiểu phẫu dã chiến

Bệnh phong, lại gọi thêm bệnh ma phong, bệnh hủi, phong cùi, bệnh Hansen, là một thứ bệnh truyền nhiễm mãn tính do vi khuẩn Mycobacterium leprae gây ra, chủ yếu biến hoá bệnh lí ở da thịt và hệ thống thần kinh ngoại biên. Biểu hiện lâm sàng là tổn thương da thịt tính tê liệt, thần kinh sơ sài và to lên, người nghiêm trọng thậm chí tàn phế các đầu thượng chi và hạ chi.

## Nguyên nhân phát sinh bệnh tật
Vi khuẩn gây phát bệnh là loài vi khuẩn Mycobacterium leprae (giảng nghĩa: tế khuẩn hình dạng que phân nhánh bệnh ma phong). Khuẩn Mycobacterium leprae sau khi trích xuất và phân li (in vitro), ngay lập tức mất đi lực sinh sôi nẩy nở của nó vào thời điểm mùa hạ ánh sáng Mặt Trời chiếu xạ từ 2 đến 3 giờ đồng hồ, hoặc xử lí một giờ đồng hồ ở nhiệt độ {\displaystyle 60^{\circ }C} hoặc dùng tia tử ngoại chiếu xạ 2 giờ đồng hồ, có thể mất đi hoạt lực của nó. Thông thường ứng dụng các cách xử lí như nấu sôi, bốc hơi áp suất cao, tia tử ngoại chiếu xạ, v.v liền giết chết chúng ngay.
Bệnh nhân ma phong là túc chủ thiên nhiên của loài vi khuẩn Mycobacterium leprae. Tế khuẩn Mycobacterium leprae phân bố tương đối rộng khắp ở bên trong thân thể bệnh nhân, thấy chủ yếu ở bên trong một ít tế bào nào đó có hệ thống nội bì hình dạng lưới như da thịt (da mặt ngoài và da dính thịt ở mặt trong), màng nhầy, hệ thống thần kinh ngoại biên, hạch bạch huyết, lá lách và gan, v.v Ở da thịt chủ yếu phân bố ở các nơi như đuôi mút thần kinh, đại thực bào, cơ trơn phẳng, khu vực tóc lông, vách mạch máu, v.v Ở màng nhầy là thường hay thấy nhất. Ngoài ra các nơi như tuỷ xương, cao hoàn, tuyến thượng thận, phần não trước mắt, v.v cũng là một phần vị trí mà khuẩn Mycobacterium leprae dễ dàng xâm lấn và tồn tại, trong dịch máu chung quanh và cơ vân ngang cũng có thể phát hiện số lượng ít vi khuẩn Mycobacterium leprae. Vi khuẩn Mycobacterium leprae chủ yếu thông qua da thịt lở loét và màng nhầy mà bài tiết ra ngoài cơ thể, mặt khác ở trong sữa, nước mắt, tinh dịch và chất rỉ ở âm đạo, cũng có vi khuẩn Mycobacterium leprae, nhưng mà lượng vi khuẩn rất ít.
Nguồn gốc truyền nhiễm của bệnh ma phong là bệnh nhân bệnh ma phong chưa trải qua chữa trị, trong đó da thịt và màng nhầy của nhiều người bệnh tật kiểu vi khuẩn có chứa số lượng nhiều vi khuẩn Mycobacterium leprae, là nguồn truyền nhiễm trọng yếu nhất. Phương thức truyền nhiễm chủ yếu là truyền nhiễm do tiếp xúc trực tiếp, sau nó là truyền nhiễm do tiếp xúc gián tiếp.

### Truyền nhiễm do tiếp xúc trực tiếp
Thông qua sự tiếp xúc thương tổn da thịt và màng nhầy có chứa vi khuẩn Mycobacterium leprae và da thịt hoặc màng nhầy của người khoẻ mạnh có thương tổn mà gây ra, mức độ mật thiết của tiếp xúc có quan hệ với phát bệnh truyền nhiễm, đây là phương thức chủ yếu mà truyền thống cho biết là bệnh ma phong lan truyền rộng khắp. Trước mắt là bọt bay trong không khí và giọt treo lơ lửng mà người mang vi khuẩn ho và hắt hơi thông qua màng nhầy ở đường hô hấp trên của người khoẻ mạnh mà tiến vào thân thể người, là đường lối chủ yếu mà tế khuẩn Mycobacterium leprae lan truyền rộng khắp.

### Truyền nhiễm do tiếp xúc gián tiếp
Loại phương thức này là người khoẻ mạnh và người bệnh ma phong tính truyền nhiễm trải qua môi giới lây truyền nhất định cho nên bị truyền nhiễm. Thí dụ tiếp xúc áo quần, đệm chăn, khăn tay, đồ ăn, v.v mà người bệnh truyền nhiễm dùng qua. Tính khả năng của truyền nhiễm do tiếp xúc gián tiếp là rất ít.
Cần phải chỉ ra rằng, sức đề kháng của cơ thể tin chắc là nhân tố phát sinh tác dụng chủ đạo trong quá trình truyền nhiễm. Sau khi tế khuẩn Mycobacterium leprae tiến vào cơ thể có phải là quá trình và biểu hiện phát bệnh và sau phát bệnh hay không, chủ yếu lấy quyết định ở sức đề kháng của người bị truyền nhiễm, cũng chính là trạng thái miễn dịch của cơ thể. Mấy năm gần đây không ít người cho biết là, bệnh ma phong cũng đồng dạng với rất nhiều bệnh truyền nhiễm khác, có tồn tại truyền nhiễm á lâm sàng, tuyệt đại đa số người tiếp xúc sau khi bị nhiễm đã thiết lập khả năng miễn dịch đặc tính đối với tế khuẩn Mycobacterium leprae, chấm dứt lây nhiễm bằng phương thức truyền nhiễm á lâm sàng.

## Trị liệu
Cần chữa bệnh vào thời kì đầu, đúng lúc, đủ lượng, đủ hạn và có quy tắc, có thể khiến cho sự khoẻ mạnh phục hồi khá nhanh, giảm bớt tàn phế dị hình và tái phát xuất hiện. Để cho giảm bớt sản sinh tính kháng thuốc, bây giờ chủ trương liệu pháp hợp nhất nhiều tầng thuốc (MDT), tức là dược phẩm hoá học kháng bệnh ma phong kết hợp trị liệu.
1. Dược phẩm hoá học

- Dapsone (DDS) là dược phẩm hoá học chọn lựa đầu tiên. Tác dụng phụ có thiếu máu, viêm da do thuốc, giảm thiểu tế bào hạt và làm cản trở chức năng gan và thận, v.v Mấy năm gần đây, bởi vì xuất hiện biến gốc vi khuẩn Mycobacterium leprae chịu đựng thuốc dapsone, phần nhiều chủ trương chọn dùng liệu pháp kết hợp.
- Clofazimine (B633) không những khống chế được vi khuẩn Mycobacterium leprae lại còn chống lại bệnh ma phong loại II. Uống lâu dài có thể xuất hiện hoá đỏ da thịt và sạm dần sắc tố.
- Rifampicin (RFP) có tác dụng sát diệt mau lẹ đối với vi khuẩn Mycobacterium leprae.

1. Liệu pháp miễn dịch

Liệu pháp miễn dịch đặc biệt đang nghiên cứu vắc-xin sống BCG làm chết thêm vi khuẩn Mycobacterium leprae tiến hành đồng thời với hoá học trị liệu kết hợp. Mặt khác, như nhân tố chuyển di, levamisole, v.v có thể được coi là trị liệu phụ trợ.
1. Trị liệu phản ứng phong

Xem xét chọn dùng các loại thuốc như thalidomide, kích tố corticosteroid, clofazimine, lôi công đằng, đóng kín tĩnh mạch và thuốc kháng histamin.
1. Xứ lí bệnh biến chứng

Người lở loét ung nhọt đáy bàn chân, chú ý tẩy sạch cục bộ, phòng ngừa và ngăn cấm bị nhiễm khuẩn, nghỉ ngơi thích hợp, lúc tuyệt đối phải cần thì phải mở tách nhọt hoặc cấy da. Người dị hình, tăng cường tập luyện, vật lí trị liệu, châm cứu, lúc tuyệt đối phải cần thì làm phẫu thuật chỉnh hình.

## Mô tả
Da thịt người mắc bệnh thường phát nhọt, lở loét. Khi nặng hơn vết thương lõm vào da thịt. Lông mày rụng, mắt lộ ra, thanh quản bị lở nên giọng nói khàn. Người bệnh cũng không còn cảm giác nóng, lạnh và đau.
Tình trạng mất cảm giác xuất hiện ở một vài bộ phận trên cơ thể do dây thần kinh bị nhiễm trùng. Sau đó các bắp thịt tiêu đi, gân cốt co làm hai bàn tay co quắp. Ở mức độ nặng móng tay móng chân rụng dần.

## Góc độ xã hội và sự lây nhiễm
Trước kia, bệnh phong là bệnh nan y, không thể chữa được nên người ta rất khiếp sợ nó. Trong xã hội, người bị nhiễm bệnh thường chịu thành kiến, chịu sự hắt hủi, xa lánh thậm chí bị ngược đãi (trôi sông, chôn sống, bỏ vào rừng cho thú dữ ǎn thịt).
Thực ra bệnh chỉ lây khi tiếp xúc lâu dài với các thể phong nặng (phong hở) như phong ác tính, phong đang tiến triển, chảy nước mũi nhiều và có tổn thương lở loét ở da, ở bàn tay, bàn chân. Các thể phong nhẹ khác như phong bất định, phong củ ít có khả nǎng lây hơn nhiều.
Cơ chế lây nhiễm của bệnh phong vẫn chưa được hiểu biết thấu đáo, nhưng người ta cho rằng bệnh lây qua các dịch nhầy (nước mũi...) của người bệnh, nhưng đòi hỏi phải có tiếp xúc gần và kéo dài. Tuy nhiên, nếu người bệnh đã bắt đầu điều trị thì khả năng truyền bệnh của họ giảm tới 99%. Đồng thời, khoảng 95% dân số có miễn nhiễm tự nhiên với bệnh này. Theo thông tin mới nhất của Tổ chức Y tế Thế giới, hiện nay ngày càng có sự ủng hộ quan điểm cho rằng bệnh phong có thể lây qua đường hô hấp, đồng thời cũng không thể loại trừ hoàn toàn khả năng lây truyền qua côn trùng.
Tỷ lệ lây giữa vợ chồng chỉ là 2-3%. Bệnh không di truyền và có thể chữa khỏi.
Hiện có nhiều loại thuốc điều trị rất có hiệu quả. Trong đó khi dùng thuốc Rifampicine sau 5 ngày sẽ hạn chế khả năng lây lan của vi khuẩn tới 99,9%.

## Tại Việt Nam
Trong quá khứ, rất nhiều người Việt Nam đã bị cướp đi sinh mạng từ căn bệnh này. Trong số đó, có nhà thơ nổi tiếng Hàn Mặc Tử.
Việt Nam có các trại phong ở Quỳnh Lập (Nghệ An), Vǎn Môn, Sóc Sơn (Hà Nội), Phú Bình, Sơn La, Quy Hòa, Bến Sắn, Đắc Nông, Chư Prông, Đức Cơ - thuộc tỉnh Gia Lai (chỗ này thực chất không phải là một trại phong chính thức (được tổ chức qui củ, cụ thể và có kèm theo bệnh viện, trạm xá, nhân viên y tế). Đây là một làng, nằm ở trong rừng, có cư dân là những bệnh nhân phong sống với nhau. Hiện nay có vài tu sĩ Công giáo đang cùng họ chiến đấu với bệnh phong ở đây).
Hiện nay ở Việt Nam, con số bệnh nhân phong cùi tiềm tàng có từ 120.000 đến 150.000, 23.371
đã được chữa lành, 18.000 còn biểu hiện di chứng, tỷ lệ mắc phải 0,1/10.000 (1/100.000 dân), tổng
số làng phong đếm được là 13.
| Địa điểm            | Tên trại   | Sáng lập | Dân số | Bệnh nhân | Đã đổi tên thành..    |
| Sóc Sơn Hà Nội      | Đá Bạc     | 1950s    | ?      | 3         |                       |
| Bắc Ninh            | Quả Cảm    | 1913     | ?      | 257       | BV Phong & Da Liễu    |
| Thái Bình           | Văn Môn    | 1900     | > 600  | 366 (1)   | BV Phong & Da Liễu    |
| Thái Nguyên         | Phú Bình   | 1960     | 200 hộ | 105       |                       |
| Chí Linh Hải Dương  | Hoàng Tiến | ?        |        |           |                       |
| Thanh Hóa           | Cẩm Thủy   | 1967     | -      | 70        |                       |
| Hoàng Mai Nghệ An   | Quỳnh Lập  | 1957     | ?      | 300       | BV Phong & Da Liễu TW |
| Kontum              | Đắc Kia    | 1920     | Nhi    | 373       |                       |
| Quy Nhơn Bình Định  | Quy Hòa    | 1929     | 365 hộ | 430 (2)   | BV Phong & Da Liễu TW |
| Di Linh Lâm Đồng    | Di Linh    | 1927     | 30 hộ  | 150 (3)   |                       |
| Tân Uyên Bình Dương | Bến Sắn    | 1959     | 39 hộ  | 664       | Khu ĐTP               |
| Long Thành Đồng Nai | Bình Minh  | 1974     | 295 hộ | 141 (4)   |                       |
| Biên Hòa Đồng Nai   | Phước Tân  | 1968     | ?      | 270       |                       |
| Quận 2 Tp HCM       | Thanh Bình | 1967     | 105 hộ | 357       | Đã giải thể           |
| Sóc Trăng           | Sóc Trăng  | ?        |        |           | Đã giải thể           |

(1): lâu đời nhất cả nước và đông nhất miền bắc Việt Nam.
(2): do linh mục Paul Maheu sáng lập (Ngày 3 tháng 3 năm 1930, một buổi diễn thuyết
được BS Lemoine và cha Maheu tổ chức ở Sài Gòn, do các Giám mục địa phận Saigon
(Dumortier), Quy Nhơn (Tardieu), Gouin (Lào) và Blois (Thẩm Dương) bảo trợ ngõ hầu vận động đóng góp tài chánh cho công trình xây dựng trại phong Quy Hòa cho 
hơn 1500 bệnh nhân.
(3): do linh mục (sau là giám mục) Jean Cassaigne (1895-1973), Hội Thừa Sai sáng lập.
(4): do Giáo hội Tin Lành và mạnh thường quân Na Uy sáng lập.